# Lilla Mörtsjön, Dalarna
Lilla Mörtsjön är en sjö i Falu kommun i Dalarna och ingår i Gavleåns huvudavrinningsområde.